# César Archila
César Eduardo Archila (ur. 30 lipca 1993) – gwatemalski piłkarz występujący na pozycji skrzydłowego, reprezentant Gwatemali, od 2022 roku zawodnik Municipalu.